# アンドリュー・カーネギー

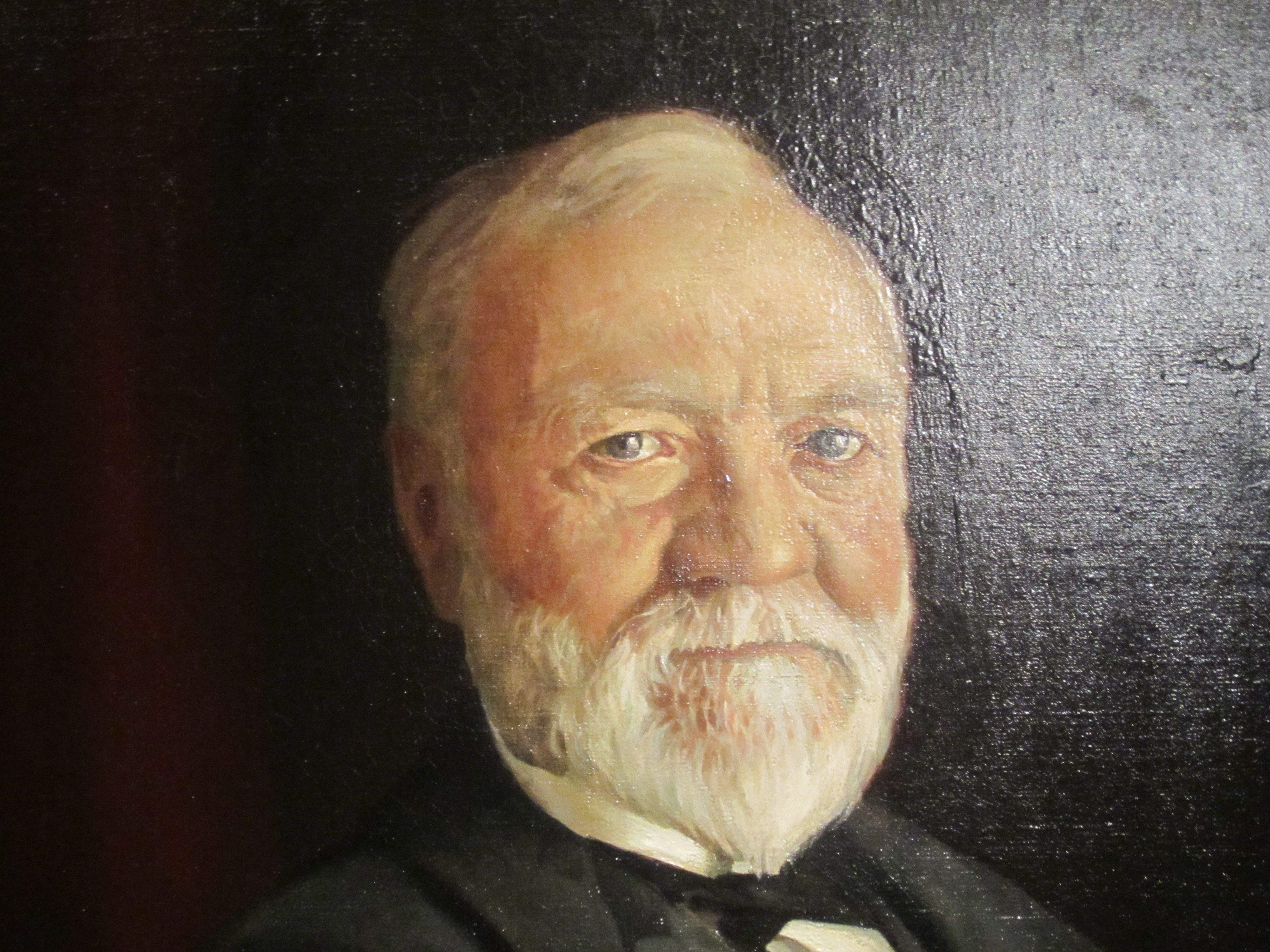
カーネギーの肖像（National Portrait Gallery、ワシントンD.C.

アンドリュー・カーネギー（英: Andrew Carnegie [ˈændruː kɑːrˈneɪɡi]、俗に[ˈkɑːrnᵻɡi, kɑːrˈnɛɡi]とも, 1835年11月25日 - 1919年8月11日）は、スコットランド生まれのアメリカの実業家。鉄鋼王と称された。

## 生涯

### 前半生

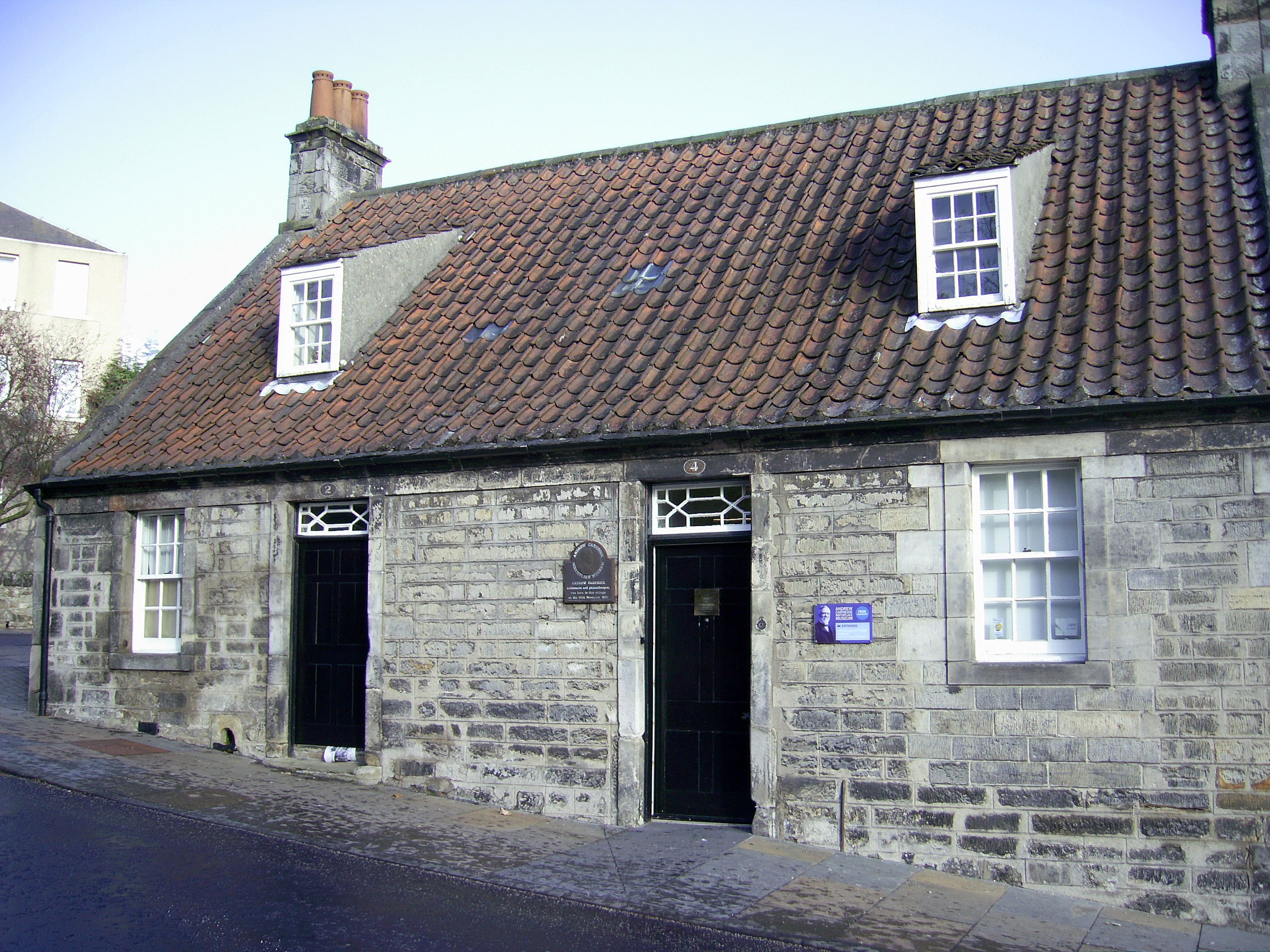
ダンファームリンにある生家

1835年、カーネギーはスコットランドのダンファームリンで手織り職人の長男として生まれた。生家の一階の半分を占める部屋は隣の手織り職人一家と共有で、居間としてもダイニングルームとしても寝室としても使われた。アンドリューという名前は祖父にちなんでつけられた。
1836年、父ウィリアム・カーネギーがダマスク織りで儲けたため、やや広い家に移り住んだ。叔父のジョージ・ローダーは彼にロバート・バーンズの作品やロバート1世やウィリアム・ウォレスやロブ・ロイ・マグレガーといったスコットランドの歴史上の偉人について教えた。

#### アメリカ移住
当時のイギリスの織物産業は、蒸気機関（力織機）を使用した工場に移りつつあり、手織り職人の仕事がなくなってしまったため、1848年に両親はアメリカ（ペンシルベニア州アラゲイニー、2024年現在のピッツバーグ）への移住を決める。移住費用も借金する必要があった。当時のアラゲイニーは貧民街だった。
1848年、13歳で初めて就いた仕事は綿織物工場でのボビンボーイ（織機を操作する女性工員にボビンを供給する係）で、1日12時間週6日働いた。当初の週給は1.20ドルだった。父は当初綿織物工場で働いていたが、リンネルを織って行商する仕事を始めた。母は靴の包装でかせいだ。

#### 鉄道

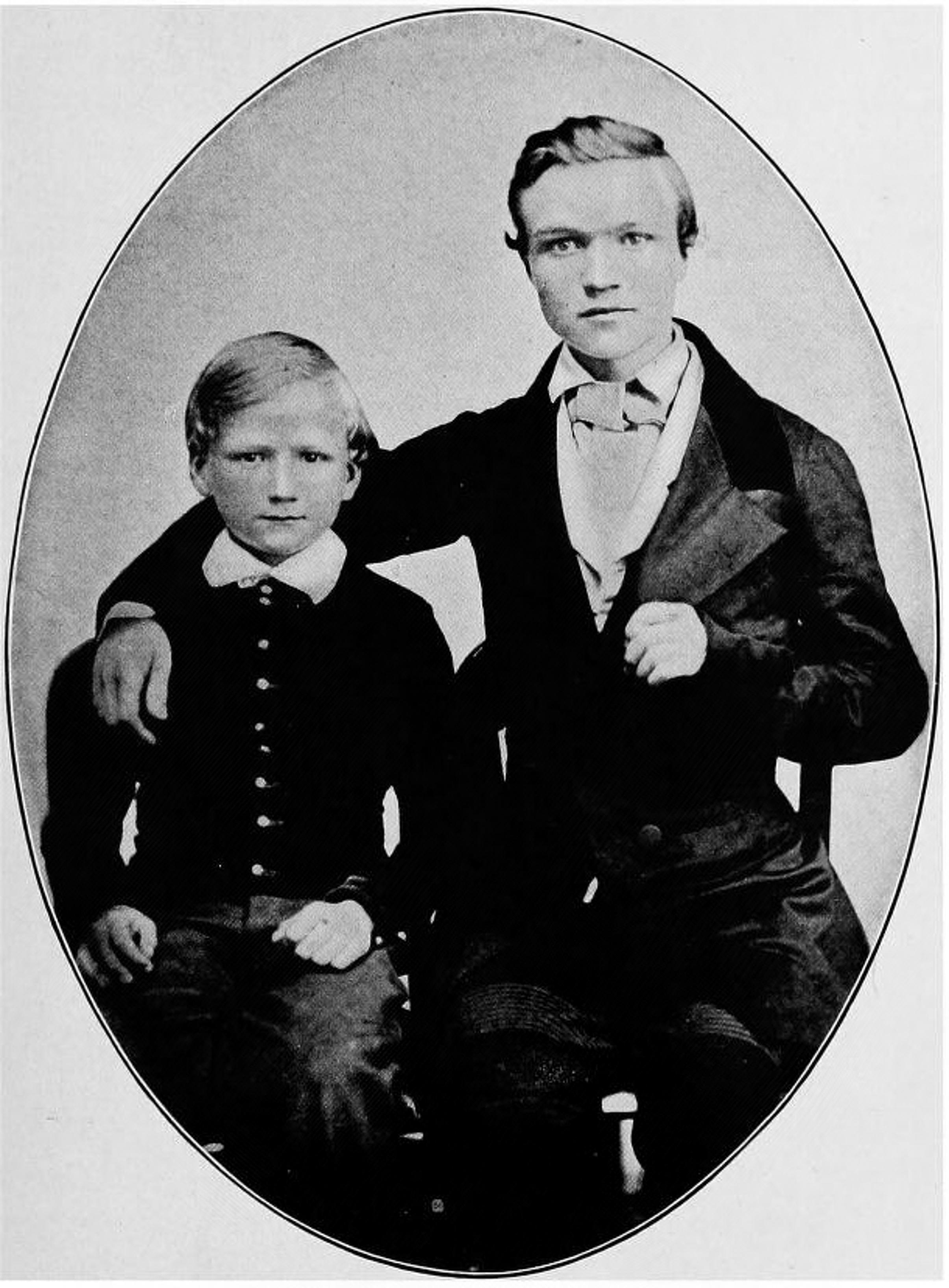
16歳のときのカーネギー。弟のトーマスと

その後何度か転職し1850年、叔父の勧めもあってオハイオ電信会社のピッツバーグ電信局で電報配達の仕事に就く（週給2.50ドル）。この仕事は劇場にタダで入れるなどの役得があり、そのおかげでカーネギーはシェイクスピア劇のファンになった。彼は非常に働き者で、ピッツバーグの企業の位置と重要な人物の顔をすべて記憶した。そうやって多くの関係を築いていった。
また、自分の仕事に細心の注意を払い、当時の電信局では受信したモールス信号を紙テープに刻み、テープからアルファベットに解読して電報を作成していたが、カーネギーはモールス信号を耳で聞き分ける特技を身につけ、1年以内に電信技士に昇格した。
ジェームズ・アンダーソン大佐は、働く少年たちのために毎週土曜の夜に約400冊の個人的蔵書を開放しており、カーネギーはそこで勉強し読書好きになった。彼は経済面でも知的・文化的面でも借りられるものは何でも借り、独力で成功を導いた。その能力、重労働を厭わぬ自発性、忍耐力、用心深さは、間もなく好機をもたらした。
1853年、ペンシルバニア鉄道のトマス・アレクサンダー・スコットがカーネギーを秘書兼電信士として引き抜き、週給は4.00ドルになった。18歳の頃に、スコットがペンシルバニア鉄道の副社長に昇進すると、代わりにカーネギーがピッツバーグの責任者になった。このペンシルバニア鉄道での経験は後の成功に大いに役立っている。鉄道会社はアメリカ初の大企業群であり、その中でもペンシルバニア鉄道は最大の企業だった。カーネギーはそこで、特にスコットから経営と原価管理について多くを学んだ。
スコットはまた、彼の最初の投資についても支援している。スコットや社長のJ・エドガー・トムソンは取引関係のある会社の内部情報を知りうる立場にあり、それを利用して株式を売買したり、代償の一部として契約相手の株式を得たりしていた。1855年、スコットはカーネギーに500ドルでアダムス・エクスプレスの株式を購入する話をもちかけ、カーネギーの母が700ドルの家を抵当に入れて500ドルを捻出した。
数年後、オハイオへ移動中のカーネギーに、発明家のウードルフが寝台車のアイデアを持ちかけ、ペンシルバニア鉄道は試験的な採用を決めた。ウードルフに誘われたカーネギーは、借金をして寝台車のための会社に出資し、大成功を収めた。彼はそうして得た資金を鉄道関連の会社（鉄鋼業、橋梁建設業、レール製造業など）に再投資していった。そうして徐々に資金を蓄えていき、後の成功の基盤を築いた。
その後も企業を設立する際に、トムソンとスコットとの密接な関係を利用しており、レールと橋梁を供給する会社を設立した際にはこの二人に株主となってもらった。

#### 1860–1865: 南北戦争
南北戦争の前に、カーネギーはウードルフの会社とジョージ・プルマンの会社の合併を仲介した。プルマンは800km以上の長距離の旅行が可能な一等寝台車を発明した。その際の投資は大いに成功し、ウードルフとカーネギーの利益の源泉となった。その後もカーネギーはスコットの下で働き、鉄道のサービスにいくつか改善を施している。
1861年春、軍隊輸送の責任者（陸軍次官補）に任命されたスコットはカーネギーを東部の軍用鉄道と合衆国政府の電信網の監督に任命した。カーネギーは南軍によって寸断されたワシントンD.C.までの鉄道路線の再建を支援した。ブルランでの北軍の敗北の直後にワシントンD.C.への北軍の旅団を輸送する機関車に乗り込み、敗軍の輸送も現場で監督した。彼の指揮下で電信サービスは効率化され、北軍が最終的に勝利する一因となった。
南軍を打ち負かすには大量の弾薬を必要とし、補給には鉄道（と電信）が大いに活用された。この戦争で産業の重要性が明らかとなった。

#### キーストン鉄橋会社

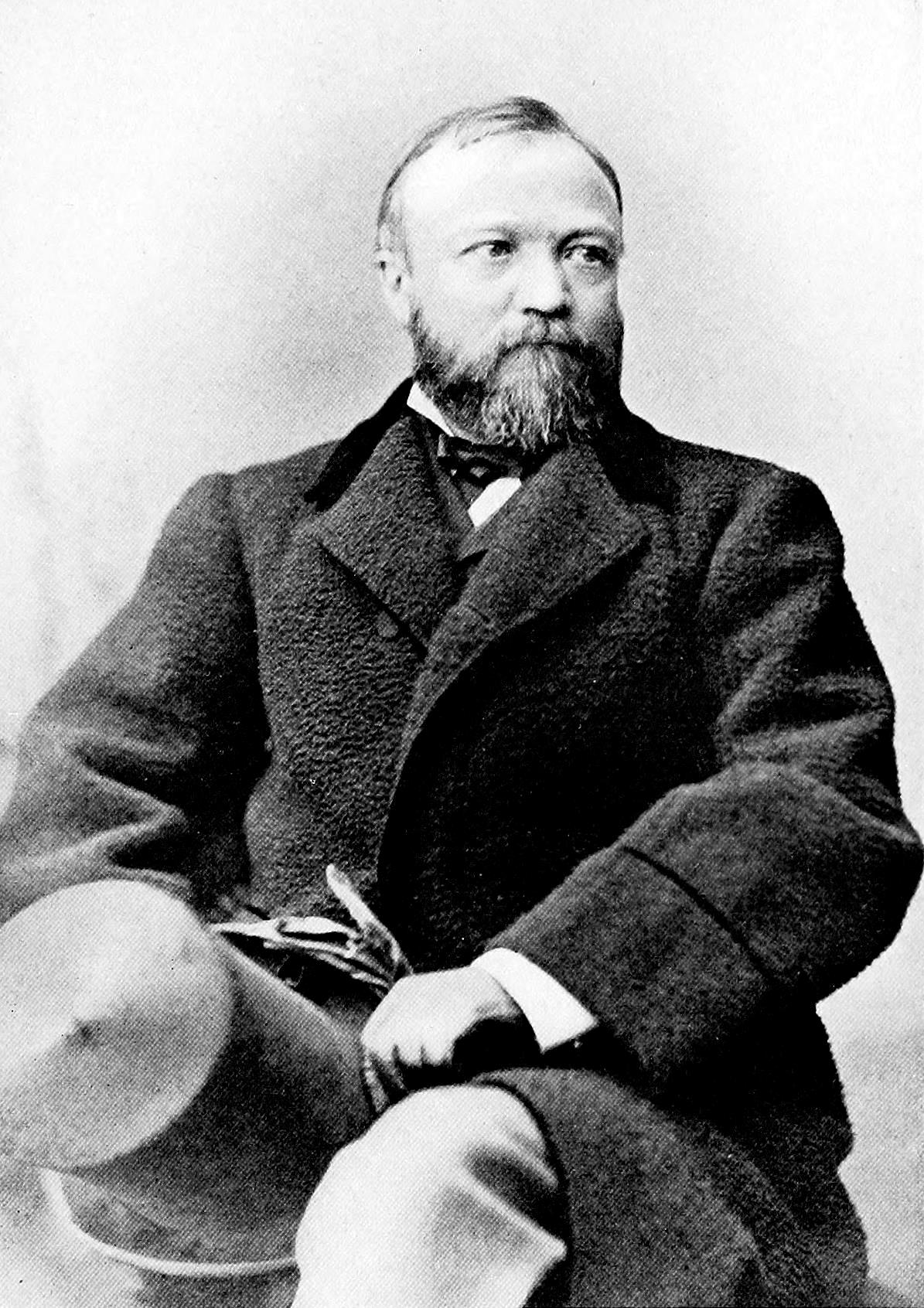
1878年ごろの写真

南北戦争の際、艦船の装甲、砲、その他様々な工業製品に使用するため鉄鋼の需要が高まり、ピッツバーグは軍需産業の一大拠点となっていた。カーネギーは戦前から製鉄業に投資しており、それが富の源泉となった。
南北戦争終結後にペンシルバニア鉄道を退職し、製鉄業に専念するようになった。いくつかの製鉄所を創業し、最終的にピッツバーグでキーストン鉄橋会社（1865年）とユニオン製鉄所を創業。ペンシルバニア鉄道は辞めたがその経営陣（スコットやトムソン）とは密接な関係を保っていた。その関係を利用し、キーストン鉄橋会社が鉄橋建造の契約を結び、製鉄所がレール生産の契約を結んだ。また、スコットとトムソンには彼の会社の株主になってもらい、ペンシルバニア鉄道は彼の最大の顧客となった。最初の製鋼工場を建設した際は、トムソンの名を冠した。カーネギーは実業家として優れていただけでなく、人間的な魅力と文学的素養も備えていた。多くの社会的行事に招待されるようになり、それをうまく利用した。セントルイスでミシシッピ川をまたいで建設されたイーズ橋（1874年完成）では、キーストン鉄橋を通して鋼製の材料を提供すると共に、このプロジェクト自体にも出資している。このプロジェクトは、材料としての鋼の技術的優位性を実証する試金石という面があったものであるが、それが成功したことで、鋼の市場が拡大した。
1884年、ペンシルベニア州ベナンゴ郡の産油地帯にある農場に4万ドルを出資。その農場に設置した油井から1年で石油が採れ利益が上がるようになり、配当金として100万ドルを得た。

### 実業家として

#### 1885–1900: 鉄鋼王

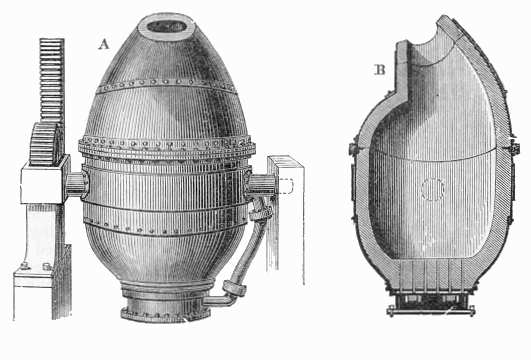
ベッセマー転炉

カーネギーの母は彼を結婚させなかった。1886年に母が亡くなると、1887年4月22日、52歳の時、30歳のルイーズ・ホイットフィールドという女性と結婚した。1897年、唯一の子どもである娘が産まれ、自身の母の名をとってマーガレットと名付けた。
カーネギーはそれまでにアメリカで個人が所有する最大の製鋼所を経営し、製鋼業で財産を形成した。彼が成し遂げた2回の重要な技術革新のうち1つは、製鋼にベッセマー法を採用して鋼を安価に大量生産できるようにしたことである。ヘンリー・ベッセマーは、炭素含有量の高い銑鉄を制御された高速な方法で燃焼させる炉を発明した。その結果鋼の価格が下がり、橋や建築用の桁や梁、鉄道レールなどに鋼が使われるようになった。2つめは、原材料の供給元を含めた垂直統合を成し遂げたことである。1880年代後半、カーネギーの会社は銑鉄、コークス、鋼製のレールの世界最大の供給業者となっており、日産2,000トンの銑鉄を生産していた。1888年、ライバルのホームステッド・ワークスを買収し、それに伴って石炭と鉄鉱石の鉱山、685kmもの長い鉄道、大型貨物船を入手した。1892年、所有する会社をまとめて、カーネギー鉄鋼会社を創業。
1889年にはアメリカの鋼生産量はイギリスを抜き、その大きな部分をカーネギーが所有していた。ペンシルバニア鉄道のかつての上司の名を冠したエドガー・トムソン製鋼所、ピッツバーグ・ベッセマー製鋼所、ルーシー溶鉱炉、ユニオン製鉄所、ユニオン工場 (Wilson, Walker & County)、キーストン鉄橋会社、ハートマン製鋼所、フリック・コークス、スコットランドの鉱山などを含み、カーネギーの帝国は成長していった。

#### 1880–1900: 著作家および活動家として
カーネギーはその後も実業家として活動し続けたが、文学的関心も満たすようになった。イギリスの詩人マシュー・アーノルドやイギリスの哲学者ハーバート・スペンサーを支援し、歴代のアメリカ合衆国大統領や政治家や著名な作家とも親交した。
1879年、故郷ダンファームリンに水泳プールを建設。翌年には、ダンファームリンに無料図書館を建設するために4万ドルを寄付した。1884年、ニューヨーク大学医科大学院の前身であるベルビュー病院医科大学に5万ドルを寄付し、組織学の研究所を創設した（現在カーネギー研究所と呼ばれている）。
1881年、70歳の母を含めた一家でイギリスへ旅行した。馬車でスコットランドを巡り、各地で歓迎された。故郷ダンファームリンへの凱旋がクライマックスであり、そこでカーネギーの寄付で建設されるカーネギー図書館の礎石を母が据えた。カーネギーはイギリス社会に批判的だったが、イギリスを嫌っていたわけではない。むしろ、英語圏の人々の関係強化のために触媒として働こうと考えていた。そのため、1880年代初めに彼はイングランドの複数の新聞を購読している。それも全て君主制を廃止して「イギリス共和国」を創設しようと主張している新聞だった。首相ウィリアム・グラッドストンを含め多くのイギリス人の友人がいた。
1886年、弟のトーマスが43歳で他界。それでも事業での成功は続いた。そのころスペリオル湖周辺の価値の高い鉄鉱山を安く購入している。イギリスへの旅行の後、その経験を An American Four-in-hand in Britain という本にして出版している。また、複数の雑誌に寄稿するようになった。例えば、ジェイムズ・ノウルズが編集する Nineteenth Century やロイド・ブライスが編集する North American Review などである。
1886年、Triumphant Democracy（民主主義の勝利）と題した当時としては過激な本を書いた。統計などを駆使し、イギリスの君主制よりもアメリカの共和制のほうが優れていると主張した本である。アメリカの発展を好意的かつ理想的に捉え、イギリス王室を批判している。表紙にはひっくり返った王冠と壊れた王笏が描かれていた。この本はイギリスで大きな議論を呼んだ。アメリカでは好意的に受け入れられ、4万部を売り上げた。
1889年、North American Review 6月号に "Wealth" と題した記事を掲載。これを読んだウィリアム・グラッドストンはイングランドでの出版を持ちかけ、Pall Mall Gazette に "The Gospel of Wealth"（富の福音）として掲載された。この記事も大いに議論を呼んだ。カーネギーは裕福な実業家の人生は2つの部分から成るべきだと主張している。1つめは蓄財の期間、2つめはその富を大衆に分配する期間である。カーネギーは人生を価値あるものとする鍵はフィランソロピーだとした。
カーネギーは偉大なジャーナリストとしても知られており、新聞に寄稿したり編集者に手紙を書いたりした。新聞を読む習慣は幼少期のころからあった。例えば、イングランドとスコットランドを旅行中に書き始めた "Round the world" と題した記事などがある。
1898年、カーネギーはフィリピン独立を画策した。米西戦争終結に伴い、アメリカはスペインから2000万ドルでフィリピンを購入。アメリカの帝国主義に対抗すべく、アメリカからの独立を買い取れるようにフィリピンの人々に個人的に2000万ドルを提供しようとした。しかし、この申し出を受ける者は現れなかった。米西戦争の結果キューバがアメリカに併合されそうになり、これにも反対した。こちらはグロバー・クリーブランドやベンジャミン・ハリソンやマーク・トウェインらと共に結成したアメリカ反帝国主義連盟による反対が若干功を奏した。

#### 1901: USスチール
1901年、66歳になったカーネギーは引退を考え、その準備として会社を一般的な株式会社化した。当時のアメリカ金融業界の最重要人物である銀行家ジョン・モルガンは、カーネギーは非常に効率的に利益を生み出したと評価していた。モルガンは鉄鋼業界を統一することで、コストを削減し、製品価格を下げ、大量生産し、労働賃金を上げることを考えており、そのためにカーネギーの会社や他の会社を買収して合併させ、無駄の排除を目指した。1901年3月2日、モルガンらの折衝で時価総額10億ドルを越える史上初の企業USスチールが誕生した。
チャールズ・M・シュワブが秘密裏に交渉したこの買収劇は、当時のアメリカ史上最大のものだった。モルガンが組織したトラストとカーネギーが手放した企業がUSスチールに組み入れられた。カーネギーの会社は年間売上高の12倍、4億8千万ドルで買収されており、当時最大の個人的取引だった。
カーネギーの保有していた総額2億2563万9000ドルの株式は、50年間5%の金価格債券と交換された。その株式売却の契約は1901年2月26日になされている。そして3月2日、資本金14億ドル（当時のアメリカの国富の4%に相当）のUSスチールが創設された。債券は2週間以内にニュージャージー州ホーボーケンのハドソン信託会社に運び込まれ、約2億3千万ドルぶんの債券を収めるための地下室が新たに建設された。

### 引退後

#### 1901–1919: 篤志家として

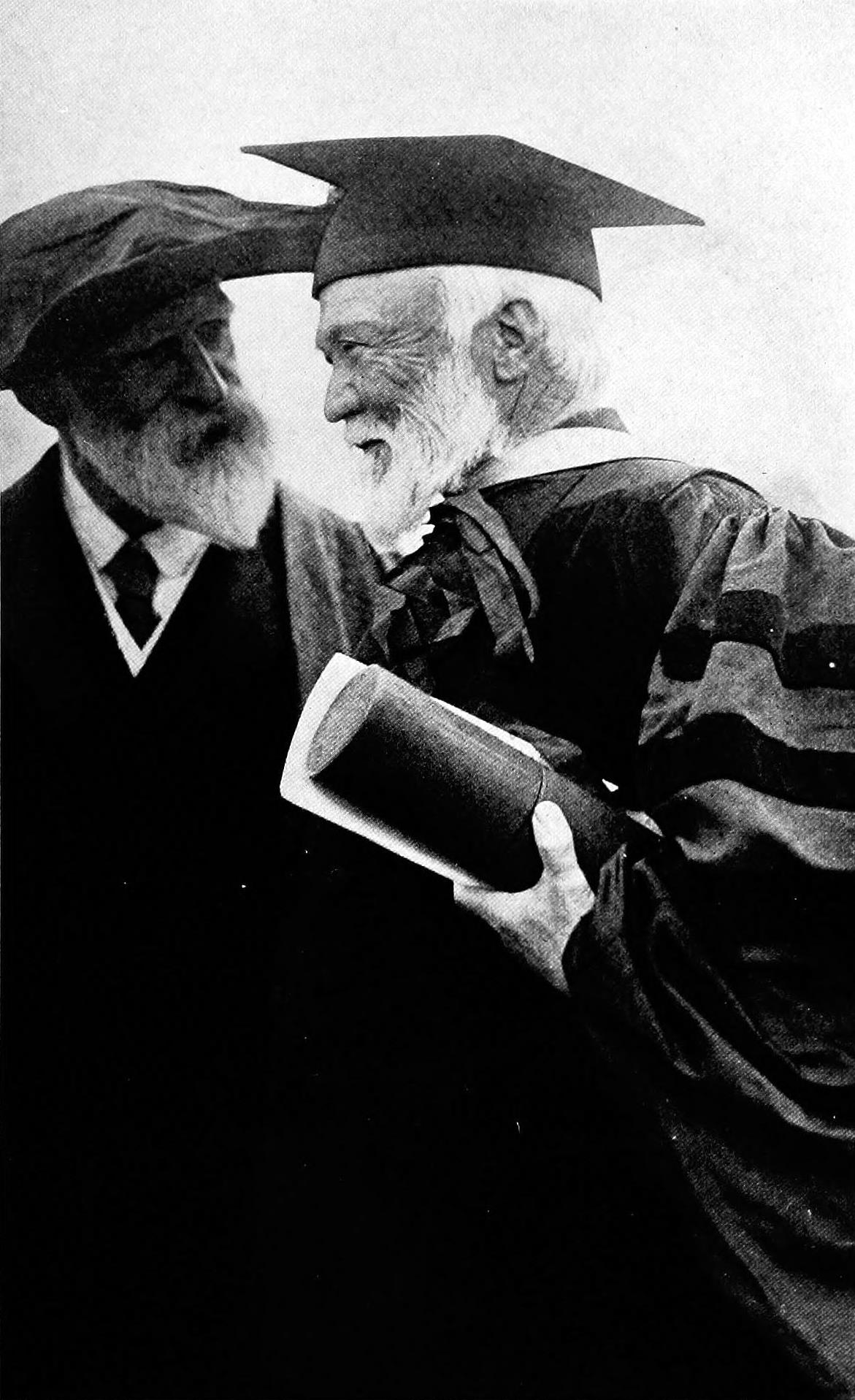
カーネギー（左）とジェームズ・ブライス

引退後のカーネギーは篤志家として活躍した。慈善活動に関する考え方については既に Triumphant Democracy (1886) と『富の福音』(1889) において表明していた。
スコットランドのスキボ城を購入し、そことニューヨークを生活拠点とした。それからの人生は、公共の利益と社会的・教育的発展のために資産を使うことに捧げた。また英語の発展のため、綴り字改革運動を強力に支持した。
彼の様々な慈善活動の中でも突出しているのは、アメリカ合衆国、イギリス、他の英語圏の国々での公共図書館設置である。それらはカーネギー図書館と呼ばれ、数多くの場所に建てられた。最初の図書館は1883年、故郷ダンファームリンで開館した。彼の手法は、地元の自治体が土地と運営予算を用意できた場合だけ、建物と初期の蔵書を提供するというものだった。地元に対しては、1885年にピッツバーグに公共図書館用に50万ドルを寄付し、1886年にはアラゲイニーに音楽ホールと図書館用に25万ドルを寄付し、エディンバラにも図書館用に25万ドルを寄付した。全部で3,000弱の図書館の設立資金を提供しており、アメリカ47州、カナダ、イギリス、アイルランド、オーストラリア、ニュージーランド、西インド諸島、フィジーに建設された。また、1899年にはバーミンガム大学創設資金として5万ポンドを寄付している。

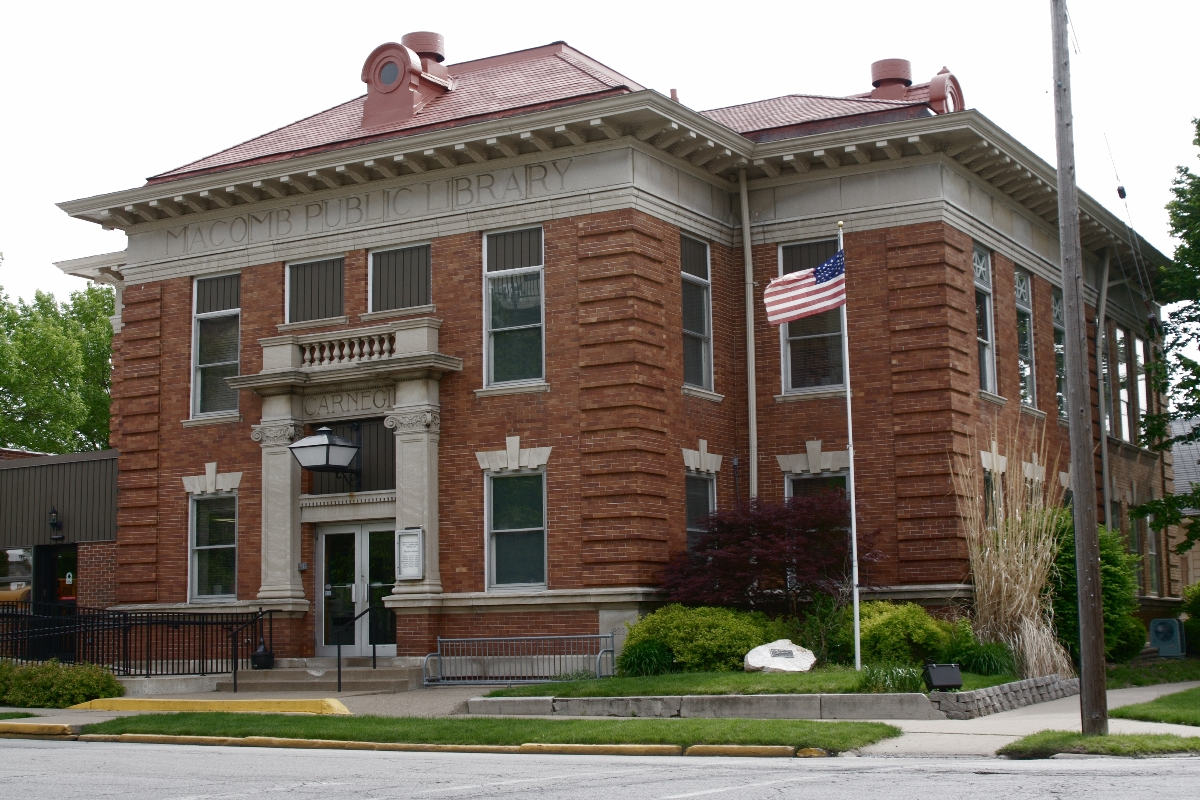
イリノイ州マコームにあるカーネギー図書館
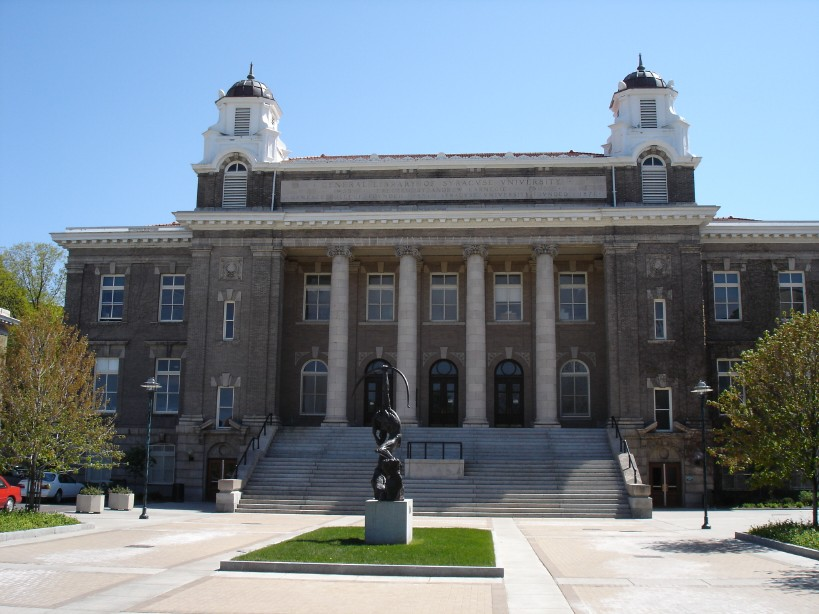
シラキュース大学のカーネギー図書館

19世紀末のアメリカでは、無料図書館を市民に開放すべきだという考え方が一般にみられた。しかし、理想的な無料図書館のデザインについては白熱した議論が戦わされていた。図書館の専門家は管理運営を効率化できるデザインを要求していたが、一方で篤志家らは温情主義的で市民の誇りとなるような建物を好んだ。1886年から1917年にかけて、カーネギーはその両者の考えを折衷し、図書館の慈善的な面と効率的デザインを追求した。
ニューヨーク州のブルーム郡公共図書館は1904年10月に開館した。当初はビンガムトン公共図書館と呼ばれ、カーネギーの7万5千ドルの寄付で建てられたものである。この建物は公共図書館と公民館として使えるよう設計された。

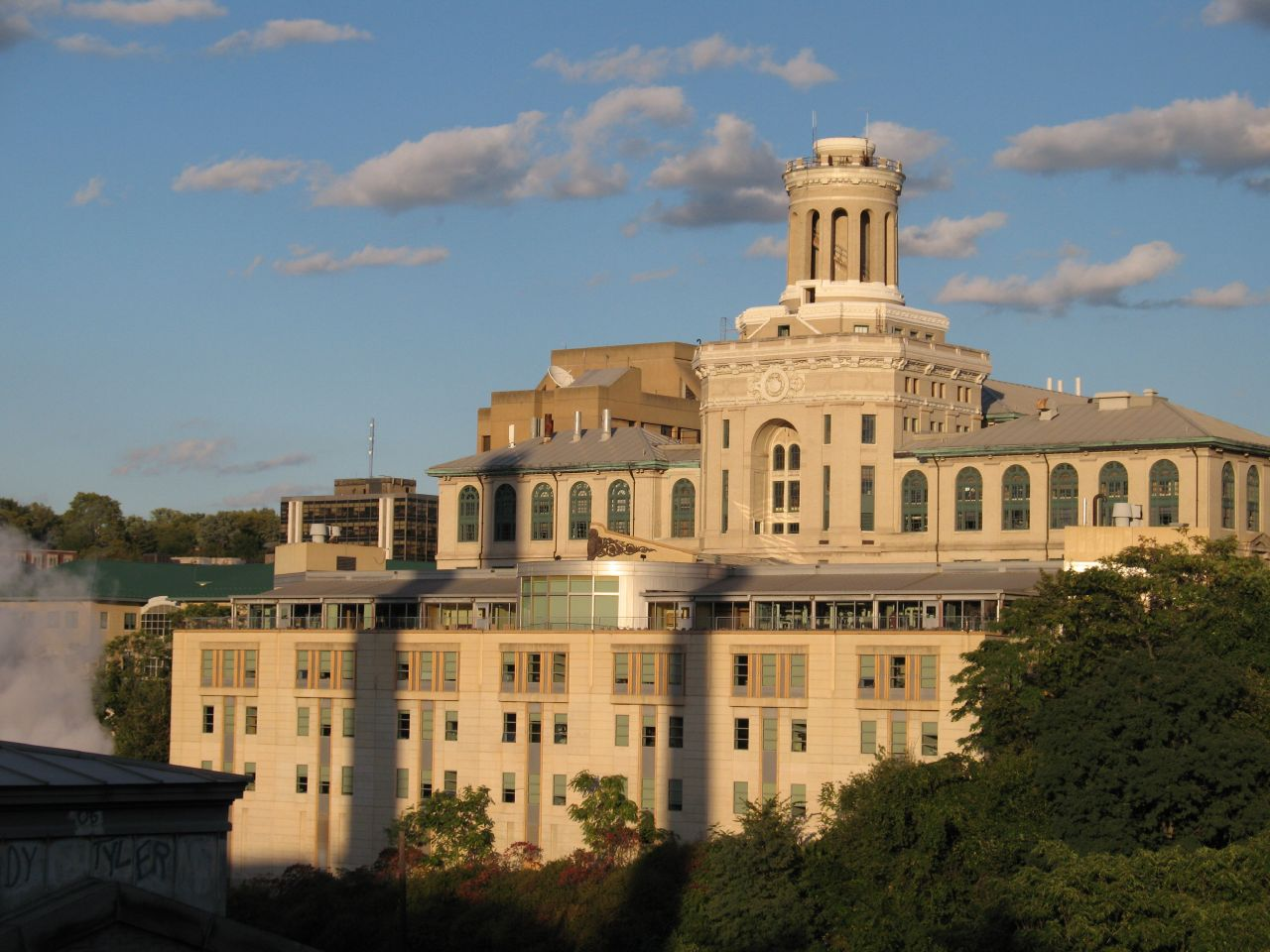
カーネギーメロン大学
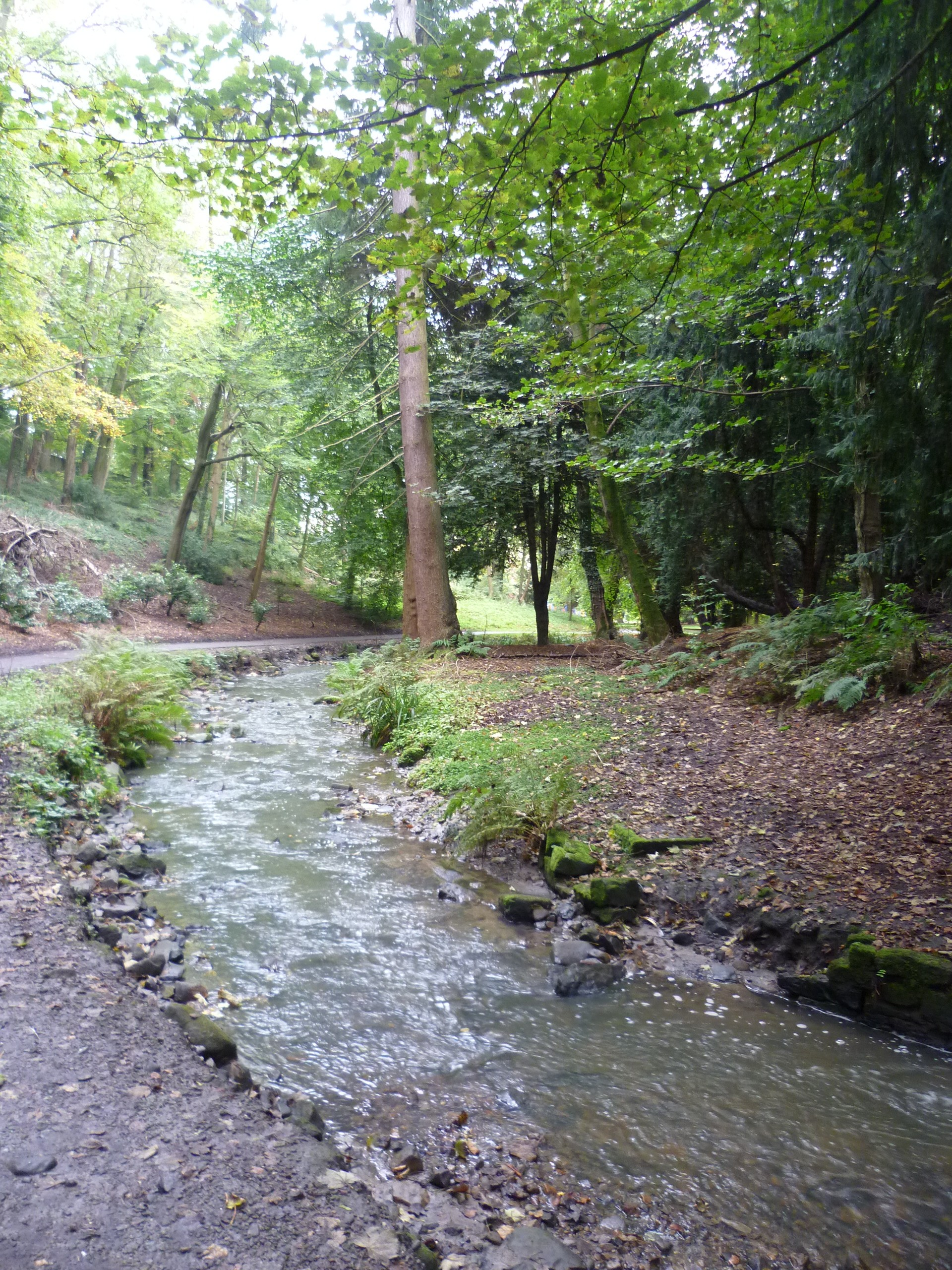
ピッテンクリーフ公園（ダンファームリン）

1901年、カーネギーが寄付した200万ドルでピッツバーグにカーネギー工科大学 (Carnegie Institute of Technology)  (CIT) が創設され、1902年にも同額を寄付してワシントンD.C.にワシントン・カーネギー協会が創設された。その後も両組織に寄付をしており、他の大学にも寄付をしている。CITは後にカーネギーメロン大学の一部となっている。コーネル大学では理事を務めた。
ジョージ・ヘールはワシントン・カーネギー協会の支援でウィルソン山天文台の257センチ反射望遠鏡建設を建設していたが、カーネギーは存命中にその完成を迎えたいと考え1911年に同協会に1000万ドルを寄付し、建設促進を図った。望遠鏡は1917年11月2日にファーストライトを迎えた。カーネギーが亡くなったのはその後である。
1901年には1000万ドルの醵出によってスコットランド・カーネギー基金が設立された。彼が契約書に署名したのは1901年6月7日で、1902年8月21日に設立認許状が発効した。当時スコットランドの4大学への政府の補助金は5万ポンドしかなかった。トラストの目的はスコットランドの大学での科学研究を発展させ、スコットランドの優秀な若者が大学に進学できるようにすることである。カーネギーはセント・アンドルーズ大学の名誉総長に選ばれた。故郷ダンファームリンにも多額の寄付をしている。図書館に加え、個人的に土地を買いピッテンクリーフ公園として一般開放した。またダンファームリンの住民のために Carnegie Dunfermline Trust を設立している。2013年現在、ダンファームリンにはカーネギーの像がある。1913年にはさらに Carnegie United Kingdom Trust 設立に1000万ドルを寄付し、補助金の基金とした。
1901年、ホームステッドのかつての従業員のために大規模な年金も創設している。1905年にはカーネギー教育振興財団を設立、さらにアメリカの大学教授たちのための年金を創設し、これはTIAA-CREFの一部となった。なお、何らかの宗教を背景にした大学はその宗教との関係を断ち切ることが年金加入の条件になっていた。
音楽を愛したカーネギーは7,000台の教会用オルガンを作らせている。1891年に建設したカーネギー・ホールは寄贈せずに所有していたが、1925年に彼の未亡人が売却した。ただし2013年現在もそのままの名前が使用されている。
ブッカー・T・ワシントンが黒人教育のために創設したタスキーギ職業訓練校も支援している。また、ワシントンが National Negro Business League を創設するのも支援した。
1904年、アメリカとカナダで英雄的行為（自己犠牲的行為）を表彰するカーネギー英雄基金を創設。同様の基金を後にイギリス、スイス、ノルウェー、スウェーデン、フランス、イタリア、オランダ、ベルギー、デンマーク、ドイツにも創設した。1903年にはオランダのデン・ハーグで平和宮を建設する資金として150万ドルを寄付し、この建物は後に国際司法裁判所として使用されている。
カーネギーの慈善活動と芸術振興を称えて1917年10月14日、ボストンのニューイングランド音楽院カーネギーを Phi Mu Alpha Sinfonia というフラタニティの名誉会員とする式典が行われた。同フラタニティの理念とカーネギーの若者の才能を伸ばすという価値観が一致したためである。
19世紀当時の富豪の基準をもって判断すれば、カーネギーは特に冷酷な男というわけではなく、「冷徹に利益を追求する貪欲さは十分持ち合わせている人道主義者」、ということになる。別の言い方をするならば（今日的な視点で見ると）、彼の生活（水準）と彼が雇っていた労働者たちや貧困者たちの生活（水準）は著しく異なっていた。伝記作家 Joseph Wall は「おそらくカーネギーは自分の金を分け与えることでその金を集めるためにしてきたことを正当化しようとしたのだろう」とコメントした。
スコットランドからの移民の子が成功したということで、カーネギーをアメリカン・ドリームの体現者だと見る人もいる。彼は成功を収めただけでなく篤志家としても活動し、さらには植民地化された国々の民主化と独立も実現しようと努力した。

### 死

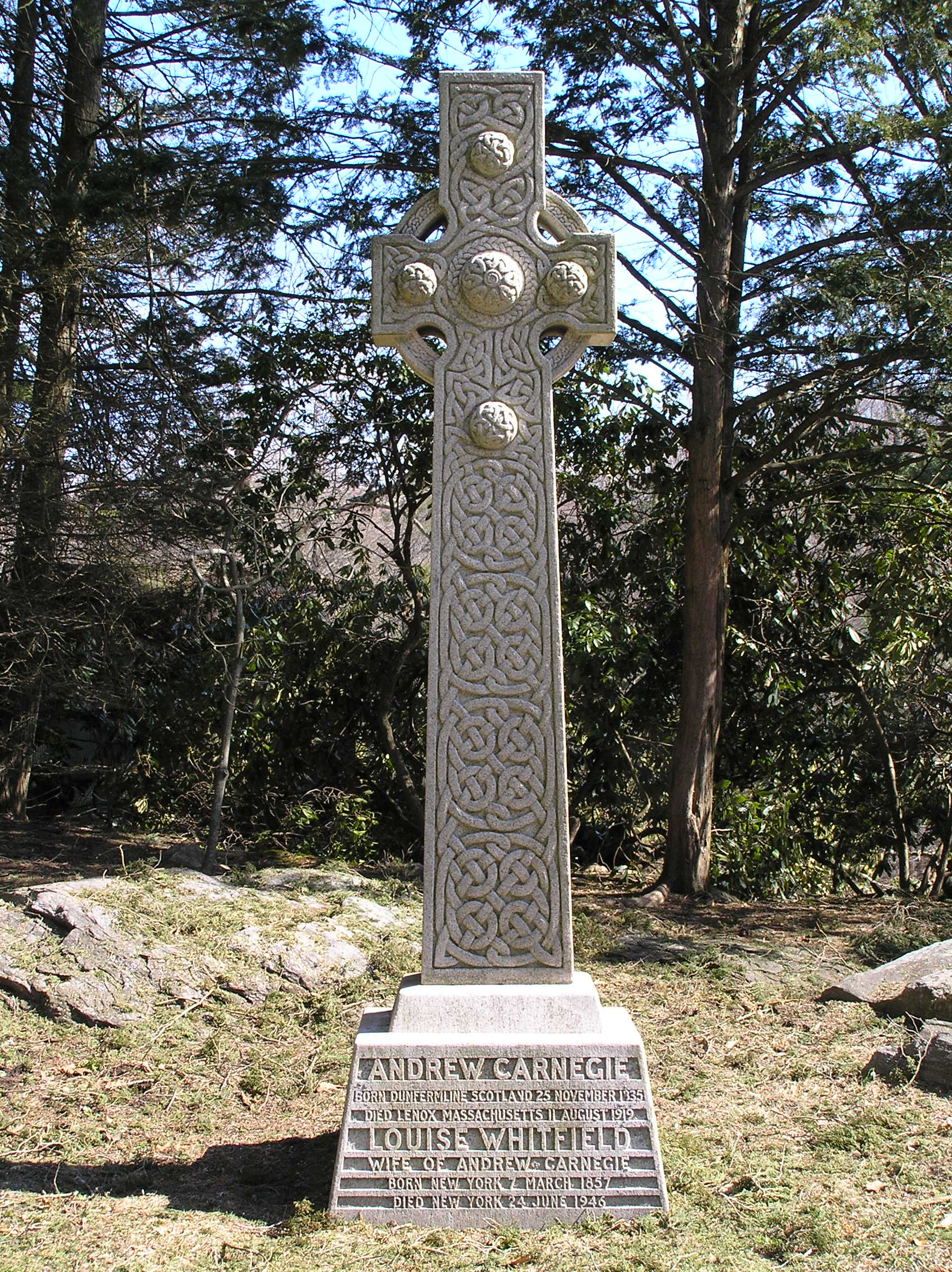
カーネギーの墓（ニューヨーク州スリーピーホロー）
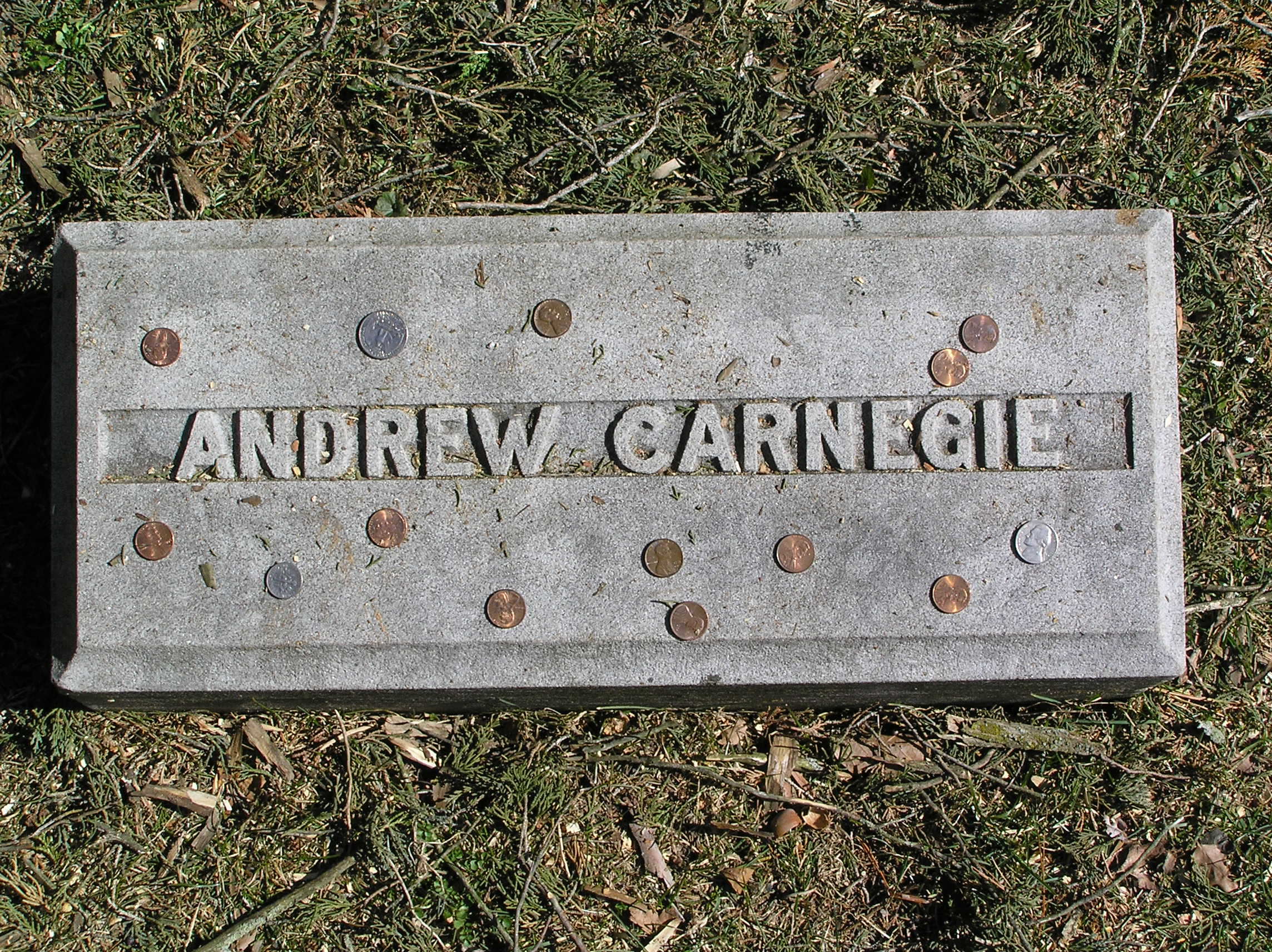
アンドリュー・カーネギーの名が刻まれた台石

1919年4月22日に娘の結婚式を行った4か月後の1919年8月11日、気管支肺炎のためマサチューセッツ州レノックスで亡くなった。生前、既に3億5069万5653ドルを寄付していた。遺産の3000万ドルも基金や慈善団体や年金などに遺贈された。ニューヨーク州ノース・タリータウン（2013年現在のスリーピーホロー）にあるスリーピーホロー墓地に埋葬された。いわゆる金ぴか時代を代表するもう1人の有名人サミュエル・ゴンパーズもすぐ近くに埋葬されている。

## 批判

### 1889: ジョーンズタウン洪水
カーネギーも会員だったサウスフォーク・フィッシング・ハンティングクラブは、1889年に2,209名の死者を出したジョンズタウン洪水の原因を作ったとして非難されている。
友人のベンジャミン・ラフの発案で仕事上のパートナーヘンリー・クレイ・フリックがペンシルベニア州ジョンズタウンの上流に作ったのがサウスフォーク・フィッシング・ハンティングクラブである。60人余りの会員はペンシルベニア州西部の富豪たちで、フリックの親友アンドリュー・メロン、弁護士フィランダー・ノックス、ジェイムズ・ヘイ・リード、カーネギーらが参加していた。ジョーンズタウンの上流にあるサウスフォークという町の近くにサウスフォークダムがあった。このダムはペンシルベニア州政府が1838年から1853年までの年月をかけて、ジョンズタウンのある盆地に運河網を作るための貯水池として建設したものである。しかし輸送手段が運河から鉄道に移ったためダムは不要となり、ペンシルバニア鉄道が買い取り、さらに1881年にはサウスフォーク・フィッシング・ハンティングクラブの所有となった。そして、ダム自体は若干修理しただけで貯水量を増やして人工湖とし、湖畔に別荘やクラブハウスを建設した。このダムから20マイル下流にジョーンズタウンがあった。

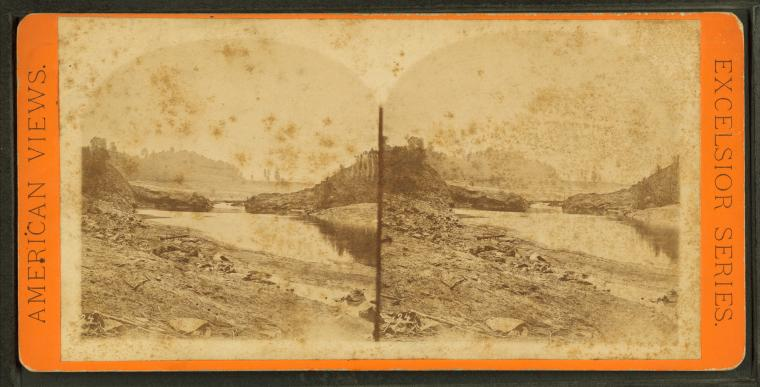
崩壊したサウスフォークダム
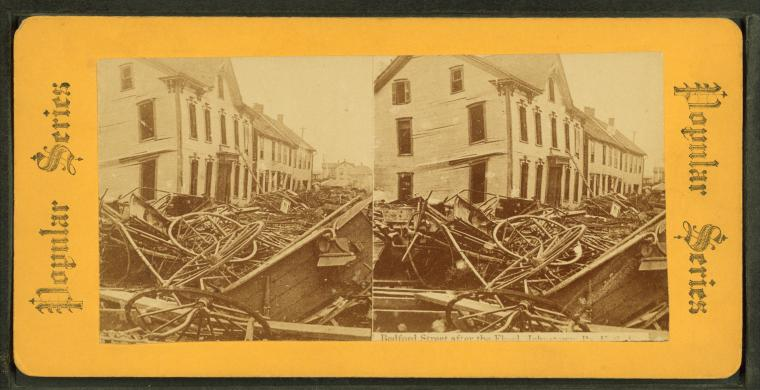
ジョーンズタウン市街の惨状

ダムの高さは22m、幅は284mだった。1881年にクラブを開設してから1889年までにダムは度々漏水し、主に泥や麦わらで応急修理していた。さらに以前の所有者が鋳鉄製の3本の放水管を撤去しており、制御された形で放水できない状態になっていた。ジョーンズタウンのさらに下流にあるカンブリア製鉄所がダムについての懸念を表明していた。1889年初頭の積雪が春の到来と共に融け、水かさが増えてダムが耐え切れなくなり、5月31日にジョンズタウンに向かって2000万トンの水が流れ込み洪水となった。ダム決壊の一報がピッツバーグに伝えられると、フリックをはじめとするクラブ会員が集まり、被災者支援のためのピッツバーグ救済委員会を作り、クラブと洪水の関係については一切公言しないことを申し合わせた。この戦略は成功し、クラブ会員は訴えられずに済んだ。
カンブリア製鉄所は洪水で多大な被害を被ったが、1年以内に操業再開にこぎつけた。洪水後、カーネギーはジョーンズタウンの図書館を再建している。その図書館は2013年現在では洪水博物館になっている。

### 1892: ホームステッド工場のストライキ
1892年に起こったホームステッド・ストライキは143日間も続いた労働争議で流血沙汰になり、アメリカ史上最も深刻なストライキである。カーネギー鉄鋼の本拠地ペンシルベニア州ホームステッドで、組合と会社の間の論争から発展して発生した。
不安がピークに達する前に、カーネギーはスコットランド旅行に出発している。組合との調停はパートナーだったヘンリー・クレイ・フリックに委ねた。フリックは組合を快く思っていないことで有名だった。
前年度会社は60%も利益が増加していたが、会社側は給与を30%以上増やすことを断わった。一部労働者が60%の賃金増を要求したため、経営側は組合員を締め出した。労働者側はこれを経営側によるロックアウトだとし、ストライキが発生した。フリックは数千人のスト破りの作業員を雇い、作業員を守るためにピンカートン探偵社に協力を要請した。
7月6日、ピンカートンがニューヨークとシカゴから300人の護衛を送り込み、乱闘が発生。死者10人（ストライキ側が7人、ピンカートン側が3人）、負傷者数百名の大惨事となった。ペンシルベニア州知事はこれを鎮圧するため州兵を送り込んだ。ストライキとの直接の関係はないが、同年アナキストのアレクサンダー・バークマンがフリック暗殺を試み、フリックは負傷した。バークマンは「フリックを排除すれば、カーネギーがホームステッドの一件の責任者になる」と思ったと述べている。その後、非組合員の移民を労働者として雇い入れることで操業再開にこぎつけ、カーネギーがアメリカに帰国した。しかし、この一件でカーネギーの評判に傷がつく結果となった。

## 哲学

### 富について

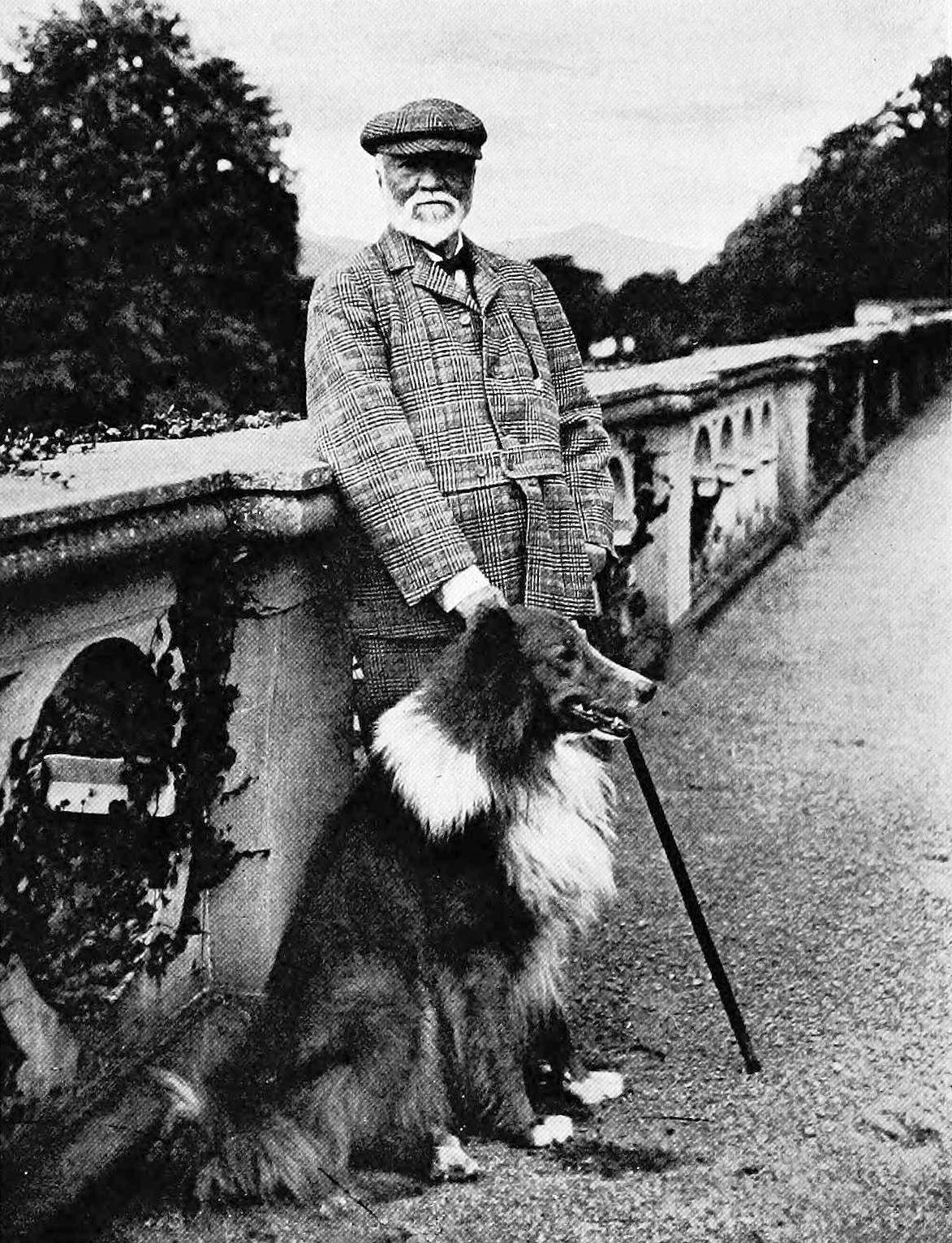
スキボ城にて (1914)

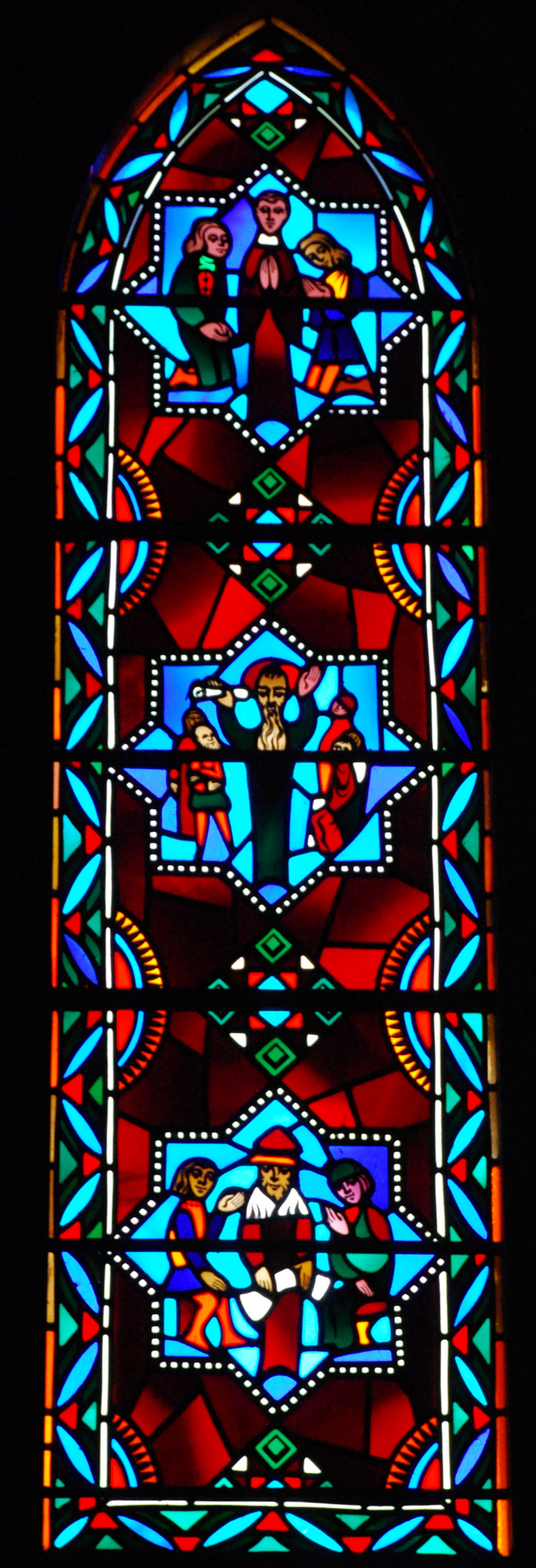
アンドリュー・カーネギーに捧げられたステンドグラス（ワシントン大聖堂）

1868年、33歳のとき、カーネギーは「蓄財は偶像崇拝の悪い種の一つだ。金銭崇拝ほど品位を低下させる偶像はない」と書き残している。そして同じ文章の中で、自分の品位を落とさないために35歳で引退してその後は慈善活動を行うと記し「金持ちとして死ぬことほど不名誉なことはない」と書いている。しかし、彼が最初に慈善活動を行ったのは1881年のことで、故郷ダンファームリンでの図書館建設だった。死の際にやむなく行う遺贈ではなく、生存中に活用先への責任を持ちながら行った、スタンフォード大学の創設者スタンフォードのような例を模範として実践した。
彼は著書『富の福音』のなかで、「裕福な人はその富を浪費するよりも、社会がより豊かになるために使うべきだ。」と述べている。
1908年、カーネギーは当時ジャーナリストだったナポレオン・ヒルに500人以上の裕福な成功者にインタビューして成功の共通点を見つけることを無償で依頼した。結局ヒルはカーネギーの協力者となった。彼らの成果はカーネギーの死後に The Law of Success (1928) と Think and Grow Rich (1937) というヒルの著作として出版された。特に後者は初版以降絶版になったことがなく、全世界で総計3000万部を売り上げている。1960年、ヒルはカーネギー式の蓄財法についても記した簡易版を出版している。長らくそれが入手可能な唯一の版だった。2004年、ロス・コーンウェルが Think and Grow Rich!: The Original Version, Restored and Revised を出版。これは本来の版を若干改訂したものに詳細な巻末注と索引と付録を追加したものである。

### 知的影響
カーネギーはハーバート・スペンサーの著作を高く評価し、スペンサーが自身の教師だとさえ述べている。しかしその行動はスペンサーの考え方に反する部分も多い。
スペンサー流の社会進化論は、政府の干渉に反対し個人の権利を尊重するもので、適者生存という考え方が根底にある。スペンサーは昆虫が特定の環境に適応して様々な種に分かれていったように、人間社会も自然に分業化されると考えた。生存競争を勝ち抜いた個人は進化の最先端にあり、その世代で選び抜かれた自衛力の最も強い個体だとする。さらにスペンサーは、政府の権限は社会的求心力や人権を保護するために人々から一時的に与えられているに過ぎないとした。スペンサー流の「適者生存」の考え方では不平等な状態を是とし、弱者や貧者への施しは進化を害するとしている。スペンサーは、弱者や堕落した者や障害者を選り分ける厳しい運命に人々が抗うことが社会のためになると強調している。
カーネギーが19世紀末から20世紀初頭にかけてとった政治的・経済的立場は、自由競争主義を擁護するものだった。そのため政府主導の慈善活動や政府による商業活動への干渉には激しく抵抗した。カーネギーは資本の集中が社会の進化に必須だと信じ、奨励されるべきだと考えていた。カーネギーは商業における「適者生存」を熱心に支持し、鉄鋼業のすべての工程を支配する際の障害となるものを排除していった。コスト削減をする際には労働経費削減も行った。スペンサー流の考え方ではコスト削減による物価下落が自然なことであり、組合はコストを押し上げて社会進化を妨げる存在だった。カーネギーは自身の行為が社会全体に役立っていると信じ、組合は少数の私利私欲を体現していると思っていた。
表面上カーネギーはスペンサーを信奉する他の自由競争主義の資本家と同じようであり、自らスペンサーの弟子だと称していた。一方でカーネギーはスペンサー流の適者生存を体現した人と見られていた。1903年にスペンサーが亡くなるまで2人は互いに尊敬しあい、親交していた。しかしスペンサーの社会進化論とカーネギーの資本家としての行為には、いくつか重要な不一致が存在する。
スペンサーは製造業において個人の優れた資質は比較的影響が小さいとし許容できるとしたが、市場の大部分を独占する者が現れると競争が阻害される虞があるとした。そして独占者が同情的自制のない性格だった場合、競合者が打ち負かされる可能性がある点を懸念していた。彼は自由市場競争の果てに戦争状態が必ず到来するとは思っていなかった。さらにスペンサーは経済力が上の者が競争相手を廃業に追い込むためにその経済力を活用する「商業的殺人」も行われていると主張した。カーネギーは垂直統合によって鉄鋼業で富を築いた。また、何社かの競争相手は株式の大部分を押さえるという手法で買収し吸収合併し、自らの会社を成長させていった。さらに鉄道会社との密接な関係もカーネギーの成功の一因であり、鉄道会社が線路などに鉄鋼を必要としただけでなく、原材料や鉄鋼製品の輸送で鉄道会社が潤うという面もあった。鉄鋼業と鉄道業は自由競争に任せずに価格カルテルを結んでいた。
カーネギーが市場操作した以外に、アメリカの関税は自国の鉄鋼業界に有利になるよう設定されていた。カーネギーは有利な関税率が継続されるよう議会にも熱心に働きかけていた。カーネギーはそのことを隠そうとしていたが、1900年にヘンリー・クレイ・フリックがいかに関税率がカーネギー鉄鋼にとって有利に設定されていたかを明らかにした。スペンサーは、規制や関税など政府による経済活動への干渉は絶対反対の立場だった。スペンサーは関税を製造業者や職人など少数の人々に利するために大勢から取り立てる課税形態だと考えていた。カーネギーが友人としてスペンサーと個人的に親しかったのは確かだが、政治的・経済的思想の面では必ずしも忠実な信奉者ではなかった。また、カーネギーはスペンサーの主要な理論の一部を誤解するか意図的に誤り伝えたようである。
人間社会の条件から次のような重要な要求が生まれる。資本の集中化は今日の需要を満たすのに必須であり、疑いの目で見ずに促進されるべきである。それが人間社会に有害ということは全くないが、多くは有益であるかまたは間もなく有益となることを義務付けられる。それは不均質から均質への進化であり、明らかに発展の新たな段階である。—Carnegie, Andrew 1901 The Gospel of Wealth and Other Timely Essays
慈善活動の面では、カーネギーの行動はスペンサーの哲学から大きく乖離しており、複雑化している。1854年の論文 Manners and Fashion でスペンサーは公教育を「古い体系」(old schemes) と称した。彼はさらに、公立学校や大学は学生の頭を無駄な知識で一杯にし、有益な知識は教えないとした。スペンサーは政治・宗教・文学・慈善など種類を問わずあらゆる組織を信用しないとし、組織が影響力を強めれば規制も強化されると信じていた。それに加えてスペンサーはあらゆる組織は発展するに従って権力と金が集まって堕落し、当初の精神を失い、活気のない機構へと変化するとした。スペンサーは貧しく圧政に苦しむ人々を救おうとする慈善活動は、どんな形であれ無謀であり何も成し遂げられないと主張している。スペンサーは貧困層を救済しようとする試みは後世に増大する禍根を残すだけだと考えていた。スペンサーの信奉者を自称するカーネギーは「私は事業でできるかぎりの良いことを行ってきた。私はその事業から完全に手を引いた」と述べている。
カーネギーは社会の進歩は道徳的義務を果たす個人に依存していると考えていた。したがって本当の慈善とは、自ら成長し目標を達成しようとする人々を助ける形で行うべきだと信じていた。さらに他の富豪にも公園、美術品、図書館、その他コミュニティを改善する何らかの努力など長続きする形での寄付を勧めている。また、カーネギーは遺産相続には強く反対の立場であった。「成功した実業家の子孫は親ほど有能ではない」「多額の遺産を子らに残すことは、社会に還元できたはずの富を浪費するだけだ」と信じていたためである。特にカーネギーは、自分がそうだったように未来のリーダーは貧困層から生まれると信じていた。彼は、貧しいほど親は子を注意深く育て、職業倫理も叩き込むので、富裕層より貧困層の方が成功しやすいと信じていた。

### 宗教と世界観
19世紀のスコットランドでの宗派間の争いを目にしたカーネギーは、教団を持つ宗教には一切関わらなかった。その代わりとして自然主義的用語や科学的用語を通して世界を見ることを好み、「神学と心霊を排除しただけでなく、進化の真実も見つけた」と述べている。
年を経ると、反宗教的態度はやや軟化している。1905年から1926年まで社会的福音が司牧した Madison Avenue Presbyterian Church に属していたが、妻や娘は Brick Presbyterian Church に属していた。また、「万物から生じる無限かつ永遠のエネルギー」への信仰を告白した聖アンデレに対する文書を用意したことがある（公表しなかった）。ナポレオン・ヒルはカーネギーが「無限の知性」(Infinite Intelligence) を信じることが重要だとしていたと書いている（ヒルはそれを「神」または「絶対者」の言い換えとみなした）。

### 世界平和
イギリスの自由主義の政治家ジョン・ブライトを英雄と捉えていたカーネギーは、若いころから世界平和の追求を心がけていた。彼のモットー "All is well since all grows better" は事業に関してだけでなく、国際関係についての観点にも当てはまっている。
世界平和への彼の愛好と努力にもかかわらず、カーネギーは多くのジレンマ、国際関係への彼の見方と様々な義理の間の衝突に直面した。例えば1880年代から1890年代にかけて、カーネギーの事業はアメリカ海軍の近代化のため大量の装甲板を受注することで拡大した。その間カーネギーはアメリカの海外侵出に反対している。彼はまた英米関係の友好促進を唱えながら、イギリスの階級社会を批判する本を出版して議論を呼んでいる。
アメリカが外国を併合しようとする件では、カーネギーは常に反対の立場だった。ハワイ、グアム、プエルトリコの併合には反対しなかったが、フィリピン併合には反対の立場を貫いた。フィリピン人が独立を求めて戦ったので、カーネギーはその島を征服することは民主主義の根本原則に反すると信じ、米軍を撤退させフィリピンを独立させることをウィリアム・マッキンリーに進言した。この行動は反帝国主義的な他のアメリカ人に感銘を与え、アメリカ反帝国主義連盟の副会長に彼が選ばれることになった。
1901年に事業を売却すると、カーネギーは平和のために専念できるようになった。資産の多くを平和維持機関の発展のために寄贈した。友人でイギリスのジャーナリストだったウィリアム・トーマス・ステッドが国際社会の平和と調停のための新機関創設を要請したとき、カーネギーは次のように答えている。
私は別の組織を作るのが賢明とは思わない。もちろん私が間違っている可能性もあるが、億万長者の金で作られた組織は哀れみの対象として始まり、嘲笑の対象として終わるだろうことは確実だ。あなたがそれに気づかないとは驚きだ。億万長者の金ほど、その組織の権威の公平性を奪うものはない。だからその組織は汚されてしまう。
カーネギーは国際関係での平和維持は人々の努力と意志によると信じていた。お金は単に行動を促進するだけである。世界平和が財政援助にのみ依存するなら、それは目標ではなくなり、哀れみの行為のようなものになるだろう。
1910年に創設したカーネギー国際平和基金は、戦争根絶という最終目標に至る道程の重要な一里塚とみなされ、司法的手段を提供することで戦争を根絶しようとするものだった。彼はその基金が現行国際法下での国家の権利と責任についての情報収集を促進し、その成文化を促進するものとした。
カーネギー国際平和基金の歴代管財人を挙げておくと、フェルプスドッジ社長のウィリアム（William E. Dodge）、JPモルガンのトーマス・ラモント（ヤング案に干渉）、マサチューセッツ工科大学のヴァネヴァー・ブッシュ、ジャパンロビーのジョン・フォスター・ダレス、ヒューレット・パッカードのウィリアム・ヒューレットなどがいる。
1914年、第一次世界大戦直前にカーネギーは Church Peace Union (CPU) という宗教界、学界、政界のリーダーたちのグループを結成した。彼はCPUを通して世界中の宗教団体や道徳的団体を結集し、戦争根絶に向けたリーダーシップを形成することを目論んでいた。結成イベントとして1914年8月1日、CPUは南ドイツにあるコンスタンス湖畔で国際会議を開催しようとした。しかし参加者が会場に向かおうとしたころ、ドイツによるベルギー侵攻が始まった。
始まりは不吉だったが、CPUは発展した。今日では倫理に重点を置いており、カーネギー国際関係倫理協会 と呼ばれる独立した非営利組織となっている。その目的は国際関係における倫理的表明をすることである。
第一次世界大戦勃発は世界平和について楽観的だったカーネギーに衝撃を与えた。彼の反帝国主義と平和促進の努力は全て失敗し、カーネギー基金も彼の期待に応えられなかったが、彼の国際関係についての信念と考え方は後の国際連盟結成の基盤を築くのに役立っている。

## 著作
- An American Four-in-hand in Britain (1883)
- Round the World (1884)
- Triumphant Democracy (1886)
- The Gospel of Wealth (1889)
  - 『富の福音』伊藤重治郎 訳、実業之日本社、1903年(明治36.1)
  - 『富の福音 - 自分がして欲しいことはまず人にそれを行え!』田中孝顕監訳 騎虎書房 1990.12、同・文庫 2018
  - 『大富豪の条件 (新・教養の大陸)』幸福の科学出版、2013年5月16日、ISBN 978-4863953246
- The Empire of Business (1902)
  - 実業の帝国 小池靖一訳 実業之日本社 明35.11
- The Secret of Business is the Management of Men (1903)[74]
- James Watt (1905) - スコットランド偉人伝シリーズの1冊
- Problems of Today (1907)
- Autobiography of Andrew Carnegie (1920) - 自伝[75]
  - アンドルー・カーネギー自叙伝 小畑久五郎訳 冨山房 大正11年
  - 製鉄王カーネギー自叙伝 大原武夫訳編 東洋書館 1952
  - カーネギー自伝 坂西志保訳、東京創元社 1959

文庫判、角川文庫「鉄鋼王カーネギー自伝」1967、中公文庫「カーネギー自伝」2002、改版2021
  - 世界偉人自伝全集 カーネギー 石川光男訳編 小峰書店 1968
  - 私の履歴書 「黄金律」に生きた心優しい男の物語 ジョン・ダイク編、田中孝顕訳　騎虎書房 1997.7

### 原著不明の邦訳
- 最近五十年間米国繁昌記 高橋光威訳 博文館, 明24
- 実業の鍵 伊藤重次郎訳 実業之日本社, 明38.10
- 国際平和論 都筑馨六訳 大日本平和協会, 明41.7
- 実業成功への道 山田勝人訳 実業之日本社, 1953
- 大富豪の黄金律を活用した生き方 A.カーネギーの人生哲学を学ぶ 田中孝顕監訳　騎虎書房・文庫判 1996

## 記念と記録

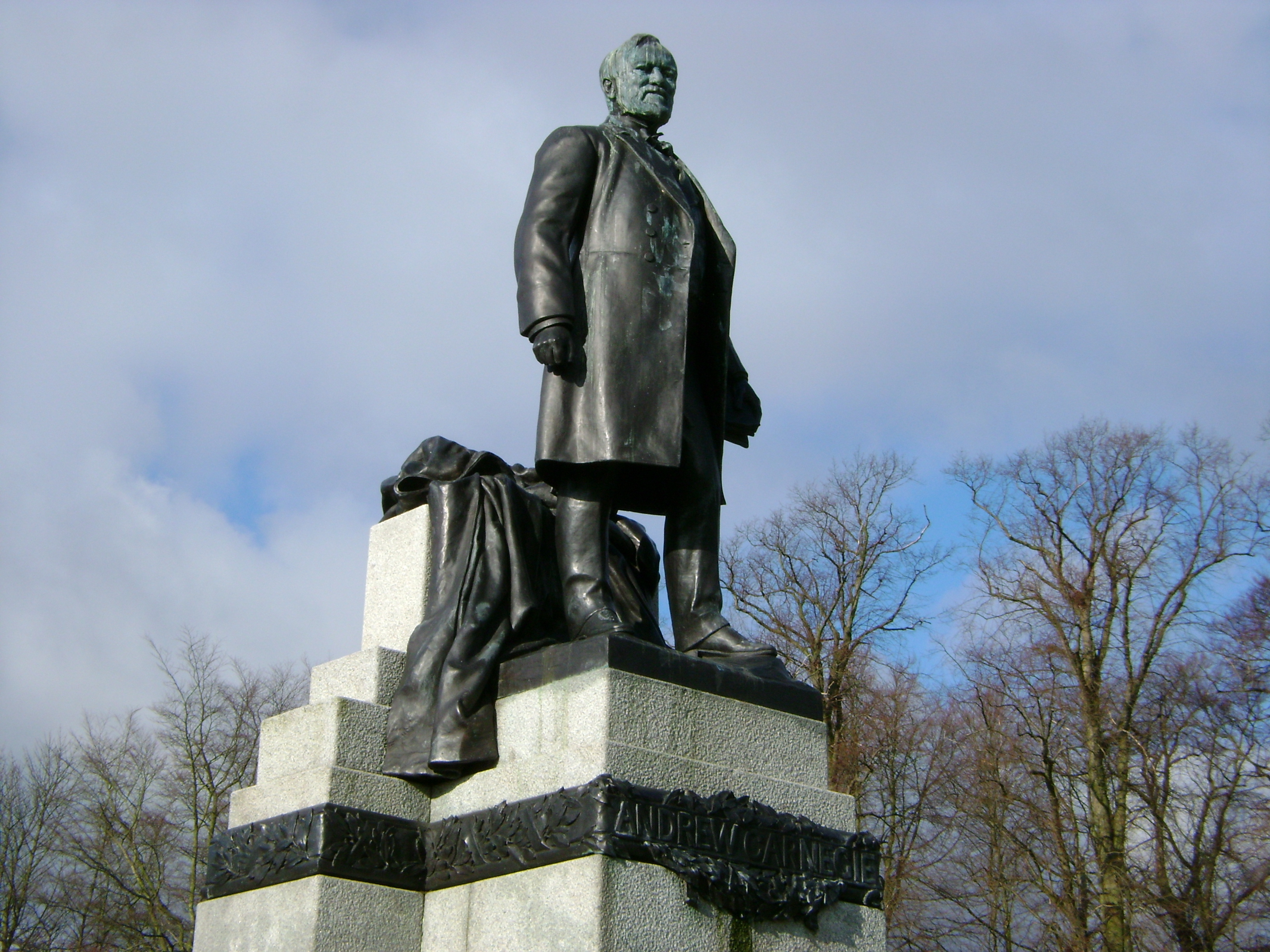
故郷ダンファームリンにある立像

- 大型の恐竜、ディプロドクスの1種であるD. carnegii（ディプロドクス・カルネギイイ）は、彼の援助でユタ州で発掘されたため、カーネギーの名が種小名に献名された。カーネギーはこれを大層誇りに思い、ヨーロッパと南アメリカの博物館に完全骨格のレプリカを寄贈した。実際の化石はカーネギー自然史博物館にある。
- カーネギーの栄誉を称えて、ペンシルベニア州とオクラホマ州にカーネギーと名付けられた町がある。
- サボテンのパキケレウス連カルネギア属は、カーネギーから名付けられた。
- カーネギー賞は、イギリスの児童文学賞である。カーネギー図書館を各地に建てた功績を称えて創設された。

カーネギーの書簡はアメリカ議会図書館が所蔵している。コロンビア大学図書館のカーネギーコレクションはカーネギーが創設した4つの財団などの文書を集め保管している。カーネギーメロン大学とピッツバーグのカーネギー図書館は共同でアンドリュー・カーネギー・コレクションを創設し、カーネギーの人生に関する資料をデジタル形式で公開している。

### 一次文献
- Carnegie, Andrew. Autobiography of Andrew Carnegie. (1920, 2006). ISBN 1-59986-967-5.
- Carnegie, Andrew. Wealth. (1888, 1998).
- Hill, Napoleon. Think and Grow Rich (1937, 2004). ISBN 1-59330-200-2. - カーネギーとの長い関係についての回想とカーネギーについての幅広い巻末注がある。

### 二次文献
- Goldin, Milton. "Andrew Carnegie and the Robber Baron Myth". In Myth America: A Historical Anthology, Volume II. 1997. Gerster, Patrick, and Cords, Nicholas. (editors.) Brandywine Press, St. James, NY. ISBN 1-881089-97-5
- Josephson; Matthew. (1938, 1987). The Robber Barons: The Great American Capitalists, 1861–1901 ISBN 99918-47-99-5
- Krass, Peter. (2002). Carnegie Wiley. ISBN 0-471-38630-8
- Lanier, Henry Wysham (April 1901). “The Many-Sided Andrew Carnegie: A Citizen of the Republic”. The World's Work: A History of Our Time I:  618–630 2009年7月9日閲覧。.
- Lester, Robert M. (1941). Forty Years of Carnegie Giving: A Summary of the Benefactions of Andrew Carnegie and of the Work of the Philanthropic Trusts Which He Created. C. Scribner's Sons, New York.
- Livesay, Harold C. (2006), Andrew Carnegie and the Rise of Big Business (3rd ed.), Pearson, pp. 240, ISBN 978-0321432872
- Lorenzen, Michael. (1999). “Deconstructing the Carnegie Libraries: The Sociological Reasons Behind Carnegie's Millions to Public Libraries”. Illinois Libraries 81 (2):  75–78.
- Morris, Charles R. (2005), The Tycoons: How Andrew Carnegie, John D. Rockefeller, Jay Gould, and J. P. Morgan Invented the American Supereconomy, Times Books, ISBN 0-8050-7599-2
- Nasaw, David (2007), Andrew Carnegie, New York: The Penguin Press, ISBN 9780143112440
- Patterson, David S. (1970). “Andrew Carnegie's Quest for World Peace”. Proceedings of the American Philosophical Society 114 (5):  371–383.
- Rees, Jonathan. (1997). "Homestead in Context: Andrew Carnegie and the Decline of the Amalgamated Association of Iron and Steel Workers." Pennsylvania History 64(4): 509–533. ISSN 0031-4528
- Ritt Jr., Michael J., and Kirk Landers. (1995). A Lifetime of Riches: The Biography of Napoleon Hill ISBN 0-525-94001-4
- VanSlyck, Abigail A. (1991), “'The Utmost Amount of Effective Accommodation': Andrew Carnegie and the Reform of the American Library.”, Journal of the Society of Architectural Historians 50 (4):  359–383, ISSN 0037-9808
- Wall, Joseph Frazier. Andrew Carnegie (1989). ISBN 0-8229-5904-6
- Whaples, Robert. "Andrew Carnegie", Encyclopedia of Economic and Business History.
- Mackay, James Alexander (1997), Little Boss: a life of Andrew Carnegie, Mainstream, pp. 320, ISBN 9781851588329